# عمر کمال
عمر کمال (عربی: عمر كمال سيد عبد الواحد؛ زادهٔ ۲۹ سپتامبر ۱۹۹۳) بازیکن فوتبال اهل مصر است که در حال حاضر برای باشگاه فوتبال الاهلی بازی می‌کند. 
وی همچنین در تیم ملی فوتبال مصر بازی کرده است.